# Adolph von Goetze
Adolph von Goetze (* 1610; † 4. Dezember 1684) war ein kurbrandenburger Generalleutnant der Infanterie, Gouverneur der Festung Spandau und zuletzt Gouverneur von Berlin.

## Leben
Seine Eltern waren der brandenburgische Rittmeister und Erbherr von Zehlendorf Friedrich von Goetzen und dessen Ehefrau Anna von Wulfen aus dem Hause Madelitz. Sein Bruder Henning von Goetze († 1634) war preußischer Obrist.
Über seine Anfänge ist nichts bekannt. Er wird 1655 Obrist zu Fuß und erhielt am 1. Juni 1660 die Ernennung zum Generalmajor. Im Jahr 1671 wurde er Gouverneur von Spandau und nahm 1678 auch an der Landung auf Rügen teil. 
Er hatte in allen Feldzügen des Kurfürsten Friedrich Wilhelm teilgenommen. Für seine treuen Dienste erhielt er 1676 das Lehnsgut Nehrungen in Pommern. Es war dem Kurfürsten vom Oberstleutnant Georg Adam von Pfuhl zugefallen. 1678 gab er seinen Posten in Spandau ab und wurde am 12. Juli 1678 Generalleutnant. Von 1677 bis 1684 war er  Gouverneur von Berlin.
Er war mit Johanna Katharina von der Recke verheiratet, mit der er mehrere Kinder hatte. Die Witwe erbte später die Güter Cunersdorf, Schulzendorf und Bruno.
Der spätere Gouverneur von Küstrin Johann Christoph von Goetze war der Sohn seines Bruders Jobst Friedrich († 1669).